# Såne (fårerace)
 For alternative betydninger, se Såne (flertydig). (Se også artikler, som begynder med Såne)
Såne-fåret er et dansk racefår. Målet for racen er et hårdført får, der uden meget fodertilskud kan producere godt kød samtidig med, at det kan bruges til landskabspleje. Det forventes, at moderfår ved læmning i foråret kan afvende to lam på 6-8 måneder med en slagtevægt på 20-28 kg.

## Historie
Racen begyndtes i 1971 i "Sølyst" ved landsbyen Såne ved Esrum Sø. Fra begyndelsen krydsedes shropshire-får med karakulfår. Shropshiren bidrog med sin størrelse, og fordi den er kendt for ikke at spise kviste og barken af træer og buske i modsætning til de fleste andre fåreracer. Den egenskab er til en vis grad er bevaret i såne-fåret. Karakulfåret bidrog med sin sundhed, nøjsomhed og pelsfarve. Siden blev racen rygja tilføjet for at øge vomkapaciteten, så sånen bedre kunne optage store mængder mager kost; i mindre grad for at forbedre uldkvaliteten. Racen blev officielt godkendt i 1991 med stamtavle og fastsatte avlsmål. Der er siden brugt suffolk-får for at mindske indavlsgraden. Det er ikke alle avlere, der anerkender dyr med suffolk-blod som racerene.

## Karakteristika
Hovedet og klovene skal være sorte. Lammene fødes med sort pels underpels, mens yderpelsen får en varm brun lød, når de vokser. Ældre dyrs pels begynder almindeligvis at gråne. Begge køn er kullet.
Vædderen vejer ca. 90-120 kg, mens moderfåret vejer 65-85 kg. Et nyfødt lam vejer ca. 4,5 kg.